# Die goldene Mumie
Die goldene Mumie ist ein deutsches Stummfilmdrama aus dem Jahre 1918 von Richard Eichberg.

## Handlung
Der junge Alex Morin arbeitet dem berühmten Ägyptologen Prof. Mäander als Sekretär zu. Dieser versucht seinem Untergebenen dessen Verlobte Myra Korff auszuspannen. Mit Versprechungen lockt er Myra fort von Morin. Diesen wiederum setzt er in dessen Wohnung unter im Wein vermischte Drogen. Im anschließenden Rausch findet sich Morin, der zuletzt eine ägyptische Hieroglyphentafel dechiffriert hat, in einem seltsamen Traum wieder. Dort ist er als Ägypter in der Grabkammer der goldenen Lotos auf der Suche nach einem geheimnisvollen Schatz. Die Prinzessin aber erwacht aus ihrer Totenruhe und lässt den Eindringling verhaften. Rasch verliebt sich der Ägypter in die Schöne, die der realen Myra bis aufs Haar gleicht. Der Pharao und Vater der Lotos, der wiederum ganz die Züge Prof. Mäanders trägt, will den jungen Störenfried umbringen lassen und plant, ihn den Löwen im Käfig zum Fraß vorzuwerfen.
Zurück in der Realität: Mäander hat Myra geheiratet, und Morin ist über seinen Kummer hinweggekommen, indem er einen Roman schrieb. Dieses Buch hat ihn über Nacht reich und berühmt gemacht. Prof. Mäanders Eheschließung mit Myra hat ihm jedoch kein Glück gebracht, die Frau kostet ihn viel Geld. Nun ist er nahezu pleite und will sich durch die Erkenntnisse der von Morin entzifferten Hieroglyphenschrift auf den ägyptischen Tafeln finanziell sanieren. Seine Kollegen glauben nicht an einen Erfolg. Mäander und seine Frau Myra reisen nach Ägypten, und er beginnt wie ein Besessener zu graben. Als der Professor nicht einen Millimeter weiterkommt, zerschlägt er vor Verzweiflung und Wut die Tafeln und stirbt an einem Herzinfarkt. Myra kehrt allein nach Haus zurück und muss, um die Schulden des toten Gatten zu begleichen, all dessen Habseligkeiten veräußern. Bei dem Verkauf sieht sie seit langer Zeit Morin wieder. Beide versöhnen sich und planen eine gemeinsame Zukunft.

## Produktionsnotizen
Die goldene Mumie entstand im Frühjahr 1918, passierte im Juni desselben Jahres die Filmzensur und erhielt Jugendverbot. Der Film besaß eine Länge von 1438 Meter auf vier Akte und wurde wohl noch vor Kriegsende im Berliner Marmorhaus uraufgeführt.
Edmund Heuberger entwarf die Filmbauten.

## Kritiken
„Ein Stück ägyptischer Sitte rollt sich vor unseren Augen auf und die tote Kultur des Landes der Pyramiden wird uns bewußt. Die Dekorationen sind durchaus stilgerecht und mit großem Aufwand erzeugt. Leontine Kühnberg stellt Myra, die holde Lotos, dar. Nicht nur in den Kleidern des zwanzigsten Jahrhunderts sieht sie hinreißend aus, sie weiß auch als Dame aus der Zeit 5000 vor Christi entzückend zu wirken.“

Paimann’s Filmlisten resümierte: „Stoff sehr gut. Photos, Spiel und besonders die Szenerie ausgezeichnet.“